# San Diego, Guatemala
San Diego är en kommunhuvudort i Guatemala.   Den ligger i departementet Departamento de Zacapa, i den centrala delen av landet, 80 km öster om huvudstaden Guatemala City. San Diego ligger 705 meter över havet och antalet invånare är 557.
Terrängen runt San Diego är kuperad. Runt San Diego är det ganska tätbefolkat, med 93 invånare per kvadratkilometer. Närmaste större samhälle är San Luis Jilotepeque, 15,7 km söder om San Diego. I omgivningarna runt San Diego växer huvudsakligen savannskog.